# 다케다 히로미츠
다케다 히로미츠(일본어: 武田裕光, 1981년 7월 3일 ~ )는 일본의 배우이다.

## 출연

### 영화
- 《9/10》 ― (2006년 · 마사토시 도조 감독)
- 《삐리리~ 불어봐! 재규어 더 무비》 ― (2006년 · 맥코이 사이토 감독)
- 《나쁜 놈이 더 잘 잔다》 ― (2008년 · 권영철 감독)
- 《도쿄 택시》 ― (2009년 · 김태식 감독)
- 《불꽃처럼 나비처럼》 ― (2009년 · 김용균 감독)
- 《태평양의 기적 - 폭스라 불렸던 남자》 ― (2011년 · 히라야마 히데유키 감독)
- 《런 서울 런》 ― (2014년 · 코시카 다카시 감독) : 카즈 역
- 《명량》 ― (2014년 · 김한민 감독) : 왜병 역
- 《대호》 ― (2015년 · 박훈정 감독) : 마에조노부관2 역
- 《동주》 ― (2015년 · 이준익 감독) : 간수장 역
- 《해어화》 ― (2015년 · 박흥식 감독) : 헌병장교 역
- 《아이 엠 어 히어로》 ― (2015년 · 사토 신스케 감독) : 가스가역
- 《스톱》 ― (2015년 · 김기덕 감독) : 나오 역
- 《밀정》 ― (2016년 · 김지운 감독) : 다케다 역
- 《보안관》 ― (2017년 · 김형주 감독) : 다케시 역
- 《박열》 ― (2017년 · 이준익 감독) : 일본 검사 역
- 《대장 김창수》 ― (2017년 · 이원태 감독) : 와타나베 역
- 《우먼 ... 디펜던트 요시에 ... 투 비 파서블, 앤 투 해브 노 엣 올》 ― (2017년 · 마사유키 키타무라 감독) : 와타나베 역
- 《게스트하우스》 ― (2018년 · 조성규 감독) : 스즈키 역

### TV 드라마
- 《손맛》 ― (2014년, 한국낚시채널) : 곤뻬이 역
- 《임진왜란 1592》 ― (2016년, KBS1) : 와키자카 야스하루 역
- 《명불허전》 ― (2017년, tvN) : 사야가, 김충선 역
- 《파친코》 ― (2022년 애플TV) : 토토야마 하루기 역